# サタデーティーンズナイト
サタデーティーンズナイトは、愛知県のCBCラジオで土曜21:00（JST）より放送されていた若者向けラジオ番組。

## 番組概要
当番組は、『ハイパーナイト』枠で放送されていた一部番組などを土曜夜に統一する形でリニューアル。『ハイパーナイト』同様、アイドルや吉本興業所属のお笑い芸人、音楽アーティスト、同局所属するアナウンサーが時間ごとに登場している。
『ナガオカ』は名古屋本社スタジオ、それ以外の番組は東京支社スタジオでそれぞれ収録されている。
『モーニング娘。道重さゆみの今夜もうさちゃんピース』は2010年4月5日より山口放送でネットされている。

## 放送時間
- 土曜　21:00～25:00

## タイムテーブル （2011年10月時点）
- 21:00 - 22:00 ナガオカ（永岡歩）[1]
- 22:00 - 22:30 中島卓偉Real HOT Radio!（中島卓偉）
- 22:30 - 23:00 THE KIDDIEまだまだ寝れナイト（THE KIDDIE）
- 23:00 - 23:30 吉田山田ネガティブ押し出せ!!!!!!（吉田山田）
- 23:30 - 24:00 モーニング娘。道重さゆみの今夜も❤︎うさちゃんピース（道重さゆみ）
- 24:00 - 24:30 シクラメンのブラシクラ（シクラメン）
- 24:30 - 25:00 風男塾の天下腐部（風男塾）